# Stenamma monstrosum
Stenamma monstrosum (лат.) — вид мелких муравьёв рода Stenamma из подсемейства Myrmicinae (Formicidae). Центральная Америка: Гондурас, Никарагуа.

## Описание
Мелкие муравьи, длина около 3 мм. Общая окраска тела красно-коричневого цвета, ноги и усики жёлто-коричневые. Длина головы рабочего (HL) 0,79—0,94 мм (ширина головы, HW — 0,63—0,82 мм). Длина скапуса усиков рабочего (SL) — 0,76—0,86 мм. Головной индекс (CI=HW/HL × 100) — 80—87, Индекс скапуса (SI=SL/HW × 100.) — 104—120. Усики 12-члениковые (булава из 4 сегментов). Глаза мелкие (до 6 омматидиев в самой широкой линии) расположены в переднебоковых частях головы. Жвалы с 3-5 зубцами (из них 2-3 апикальных). Клипеус в передней части с 2—4 мелкими тупыми выступами — зубцами. Стебелёк между грудкой и брюшком состоит из двух сегментов (петиоль + постпетиоль). Встречаются в тропических горных облачных, мезофильных и смешанных лесах на высотах 1400–1650 м. Вид сходен с таксонами Stenamma  manni, Stenamma saenzae, но его можно отличить от аналогичных форм по метанотальной бороздке и глубоко выемчатому клипеусу. Вид был впервые описан в 2013 году американским мирмекологом Майклом Бранштеттером (Michael G. Branstetter; Department of Entomology, Калифорнийский университет в Дэвисе и Национальный музей естественной истории, Смитсоновский институт, Вашингтон, DC, США).